# Дубовицкий, Виктор Васильевич
Виктор Васильевич Дубовицкий (род. 30 мая 1954, с. Новосергиевка, Оренбургская область) — ученый-историк, публицист, писатель, общественный деятель. Лауреат премии Союза журналистов Республики Таджикистан (2010), удостоен премии издательства «Граница» Погранвойск ФСБ РФ — «Золотое перо границы» (2001, 2013)

## Биография
Родился в семье сельской русской интеллигенции. Отец — Василий Гаврилович Дубовицкий, партийный работник, инструктор райкома, а затем — секретарь парткома совхоза. Мать — Мария Кирилловна Дубовицкая (Неверова), учитель истории, а затем — завуч и директор средней школы.
Окончил среднюю школу в Оренбургской области (бывшей в XVIII—XIX вв. «форпостом и воротами России в Среднюю Азию»). С детства интересовался историей и этнографией Востока, поэтому после окончания школы, в 1971 г. приехал в Таджикистан и поступил на исторический факультет Таджикского госуниверситета им. В. И. Ленина, который он окончил в 1976 г. по специальности «история».
После получения профессионального образования в 1976—1980 гг. работал референтом вице-президента АН Таджикской ССР академика П. М. Соложенкина; с 1980 по 1990 — младший научный сотрудник Отдела истории науки и техники Института истории, археологии и этнографии им. Ахмада Дониша АН Таджикской ССР; с 1990 по 2012 — заместитель директора по научной работе Института Академии наук Республики Таджикистан; с 2012 по настоящее время — зав. отделом истории науки и техники Института истории, археологии и этнографии им. Ахмада Дониша Академии наук Республики Таджикистан.

## Семья
Жена и соавтор — Ирина Михайловна Дубовицкая (р. 1958, урождённая Битнер) — журналист, публицист, писатель. Член Союза журналистов Таджикистана, лауреат премии Союза писателей Таджикистана (2010); автор более тысячи публикаций в прессе Таджикистана, России, Казахстана, Китая.

## Научная и творческая деятельность
Одновременно с научной работой, с 1997 по 2012 годы занимался и преподавательской деятельностью, будучи старшим преподавателем, а затем и доцентом кафедры «Истории и теории международных отношений» Российско-Таджикского (славянского) университета (РТСУ).
В 1989 году защитил кандидатскую диссертацию по теме «Деятельность Туркестанского отдела Русского Географического Общества по изучению территории Таджикистана (1897—1917 гг.)», а в 2004 году — докторскую диссертацию по теме «История геополитических взаимоотношений России и Средней Азии в период 1700—2002 гг.».
Сферы научных интересов: история взаимоотношений Исторической России и региона Средней Азии со времен Киевской Руси до настоящего времени; геополитика; проблемы русской диаспоры в Средней Азии; история христианской церкви и межцивилизационный диалог в Средней Азии.

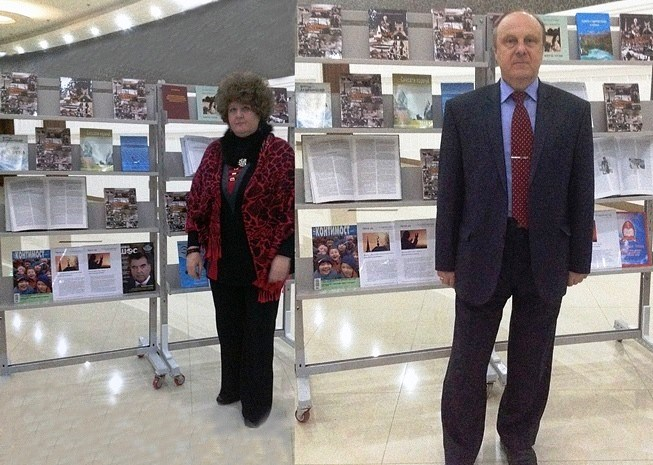
Виктор и Ирина Дубовицкие на презентации очередного произведения

Со студенческих лет публиковался в университетской многотиражке, а затем — в республиканской прессе Таджикистана. Автор нескольких монографий и свыше тысячи научных и публицистических статей, а также нескольких художественных произведений по истории России и Средней Азии.
Начиная с периода гражданской войны в Таджикистане (1992—1997 гг.) регулярно публиковался в газете Группы погранвойск РФ в РТ «Боевой дозор», а также в печатных изданиях МО РФ (газета 201-й МСД «Солдат России») и ФПС РФ (газета «Граница России» и журнал «Пограничник»). Пограничной тематике посвящён и ряд очерков Дубовицкого В. В., вошедших в книгу «У врат Востока», написанную им в соавторстве и изданную в г. Душанбе в 2011 г. Сборник очерков «У врат Востока» в 2012 году переведён на таджикский язык и издан под названием «Дар дарвозаи шарк».
В 1999 году Дубовицким В. В. опубликована документальная повесть «Око Тайфуна» (второе издание — в 2009 г.); в 2005 году — увидевшая свет в журнале «Пограничник» историческая повесть «Памир глазами гимназистки». Многие из его литературных произведений размещены на интернет-портале «Проза.ру».

## Общественная деятельность
В июне 1991 г. Дубовицким В. В. организована в Таджикистане казачья община «Амударьинская линия», ставшая первой организацией русской диаспоры Таджикистана, — c 1996 г. она структурно вошла в состав 1-го отдела Оренбургского казачьего войска Союза казаков России (СКР); издавалась газета казачьей Общины — «Восточный Форпост», как приложение к газете 201-й Гатчинской мотострелковой дивизии РФ «Солдат России».
Дубовицкий В. В. — один из создателей и руководителей (1992—1995 гг.) Русской общины Таджикистана. После распада Русской общины, в 2004—2007 гг. им организован, а затем и возглавлен «Совет российских соотечественников Таджикистана», объединивший в своем составе более двадцати организации российской диаспоры.

## Награды
- Почётная грамота Правительственной комиссии по делам соотечественников за рубежом (2010)[4].
- За активную шефскую и патриотическую деятельность в период 1992—2005 гг. — общественный деятель Дубовицкий В. В., дважды награждён знаком отличия «Отличник погранслужбы» II и III степени, почётными грамотами и рядом других наград Министерства обороны РФ и МИД России, а также Союза казаков России.

## Публикации о Дубовицком В.В
- John S. Schoebelein-Engel. Guide to Scholars of the History and Culture of Central Asia. Cambridge, Massachusetts. Harvard University. P.79.
- Русские в Таджикистане. — Худжанд, 2008 г., с.13.
- Кто есть кто в зарубежной российской диаспоре. — М., 2010., с.179.